# ريناتو فوجرينيك
ريناتو فوجرينيك (بالسلوفينية: Renato Vugrinec) مواليد 9 يونيو 1975 في تسليه، جمهورية يوغوسلافيا الاشتراكية الاتحادية، هو لاعب كرة يد مقدوني يلعب كظهير أيمن. مثل كل من منتخب سلوفينيا لكرة اليد ومنتخب مقدونيا لكرة اليد. شارك في دورة الألعاب الأولمبية الصيفية سنة 2000. حقق المركز الثاني في بطولة أوروبا لكرة اليد للرجال 2004.

## المسيرة الاحترافية
لعب مع نادي تسليه لكرة اليد في الدوري السلوفيني من سنة 1997 إلى 2004، ثم لعب مع نادي ماغديبورغ لكرة اليد في الدوري الألماني من سنة 2004 إلى 2006، ثم لعب مع نادي سان أنطونيو لكرة اليد في الدوري الإسباني من سنة 2006 إلى 2009، ثم لعب مع نادي تسليه لكرة اليد في الدوري السلوفيني في موسم 2009–2010، ثم لعب مع نادي ماريبور برانيك لكرة اليد في سنة 2012.

## سجل المنافسة
شارك في البطولات التالية:
- بطولة العالم لكرة اليد للرجال 2015

## الميداليات
| الميدالية | المسابقة                           |
| --------- | ---------------------------------- |
| فضية      | بطولة أوروبا لكرة اليد للرجال 2004 |

## روابط خارجية
- ريناتو فوجرينيك على موقع الاتحاد الأوروبي لكرة اليد (الإنجليزية)
- ريناتو فوجرينيك على موقع أوليمبيديا (الإنجليزية)